# Langolen

Langolen este o comună în departamentul Finistère, Franța. În 1 ianuarie 2022 avea o populație de 839 de locuitori.